# Richard Niederbacher
Richard Niederbacher (* 7. Dezember 1961 in Gleisdorf) ist ein ehemaliger österreichischer Fußballspieler und nunmehriger Fußballtrainer. Stationen seiner ab der Saison 2005/06 begonnenen Trainerkarriere waren unter anderem DSV Leoben, FC Gratkorn und SC Neusiedl am See. Seit nunmehr Februar 2016 ist Niederbacher Chef-Coach beim burgenländischen Regionalliga-Ost Klub SV Oberwart.
Privat wohnt Richard Niederbacher mit seiner Frau und zwei Kindern in Gleisdorf. 

## Karriere
07/1995 – 06/1997    DSV Leoben  
  
07/1994 – 06/1995    Pécsi MFC 
 
07/1993 – 06/1994    FC Linz  
   
07/1992 – 06/1993    Vorwärts Steyr 
    
01/1986 – 06/1992    KSV Waregem  
     
07/1986 – 12/1986    Rapid Wien   
  
01/1986 – 06/1986    First Vienna  
   
07/1985 – 12/1985    Stade Reims 
   
07/1984 – 06/1985    Paris Saint-Germain 
    
07/1983 – 06/1984    KSV Waregem 
  
07/1979 – 06/1982    SK Sturm Graz 

Zwischen 1984 und 1988 spielte er auch viermal für die österreichische Fußballnationalmannschaft.

## Erfolge
Österreichischer Meister und Cupsieger Saison 1986/87 mit Rapid Wien